# 百乐乡
百乐乡，是中华人民共和国广西壮族自治区百色市田林县下辖的一个乡镇级行政单位。

## 行政区划
百乐乡下辖以下地区：
百乐村、板干村、根标村、八洞村、龙车村、百华村和三帮村。